# آنتا زایونتس
آنتا زایونتس (لهستانی: Aneta Zając؛ ‏ تلفظ لهستانی: [ˈzajɔnts]؛ زادهٔ ۱۹ آوریل ۱۹۸۲) بازیگر اهل لهستان است. وی دانش‌آموختۀ مدرسه ملی فیلم ووچ است.
از فیلم‌ها یا مجموعه‌های تلویزیونی که وی در آن‌ها نقش داشته است، می‌توان به عشق اول، ورای تخت جراحی، اجاره‌نشین‌ها، خانه کشیش و هتل ۵۲ اشاره نمود.
او در نسخهٔ لهستانی رقص با ستارگان (دورهٔ چهاردهم) حضور داشت و موفق به دریافت «گوی بلورین» و ۱۰۰٬۰۰۰ زلوتی لهستان شد.